# Měrůtky
Měrůtky jsou vesnice, část obce Lutopecny v okrese Kroměříž. Nachází se asi 0,5 km na sever od Lutopecen. Je zde evidováno 76 adres. Trvale zde žije 193 obyvatel.
Měrůtky je také název katastrálního území o rozloze 1,16 km².

## Název
V nejstarších dokladech má jméno vesnice podobu Mirotky (psáno často s y v první slabice). To je zdrobnělina staršího (pro tuto obec nedoloženého) Mirotice, jehož výchozí tvar Mirotici byl pojmenováním obyvatel vsi, byl odvozen od osobního jména Mirota (což byla domácká podoba některého jména obsahujícího -mir-, např. Miroslav nebo Bolemir) a znamenal "Mirotovi lidé". Podoba Měrůtky (doložená poprvé roku 1751, ale může být starší) je výsledkem častého zaměňování slabik mir a měr v osobních a místních jménech.

## Obyvatelstvo

### Struktura
Vývoj počtu obyvatel za celou obec i za její jednotlivé části uvádí tabulka níže, ve které se zobrazuje i příslušnost jednotlivých částí k obci či následné odtržení.
| Místní části   | Místní části | 1869 | 1880 | 1890 | 1900 | 1910 | 1921 | 1930 | 1950 | 1961 | 1970 | 1980 | 1991 | 2001 | 2011 |
| -------------- | ------------ | ---- | ---- | ---- | ---- | ---- | ---- | ---- | ---- | ---- | ---- | ---- | ---- | ---- | ---- |
| Počet obyvatel | část Měrůtky | 184  | 233  | 223  | 230  | 284  | 282  | 254  | 258  | 243  | 225  | 200  | 171  | 193  | 198  |
| Počet domů     | část Měrůtky | 35   | 43   | 47   | 46   | 47   | 51   | 54   | 63   | -    | 66   | 60   | 67   | 72   | 76   |

## Osobnosti
- František Lízal (1840–1900), starosta obce, předseda okresního silničního výboru ve Zdounkách a zemský poslanec